# Austrorhynchus magnificus
Austrorhynchus magnificus är en plattmaskart som beskrevs av Tor Karling 1952. Austrorhynchus magnificus ingår i släktet Austrorhynchus och familjen Polycystididae. Inga underarter finns listade i Catalogue of Life.